# 盘肢非拟溪蟹
盘肢非拟溪蟹（学名：Aparapotamon molarum）为溪蟹科非拟溪蟹属的动物。在中国大陆，分布于云南等地，多栖息于雪山附近河流及山涧溪流的石下或沙石洞中。其生存的海拔范围为2400至2900米。